# Zona de meretrício

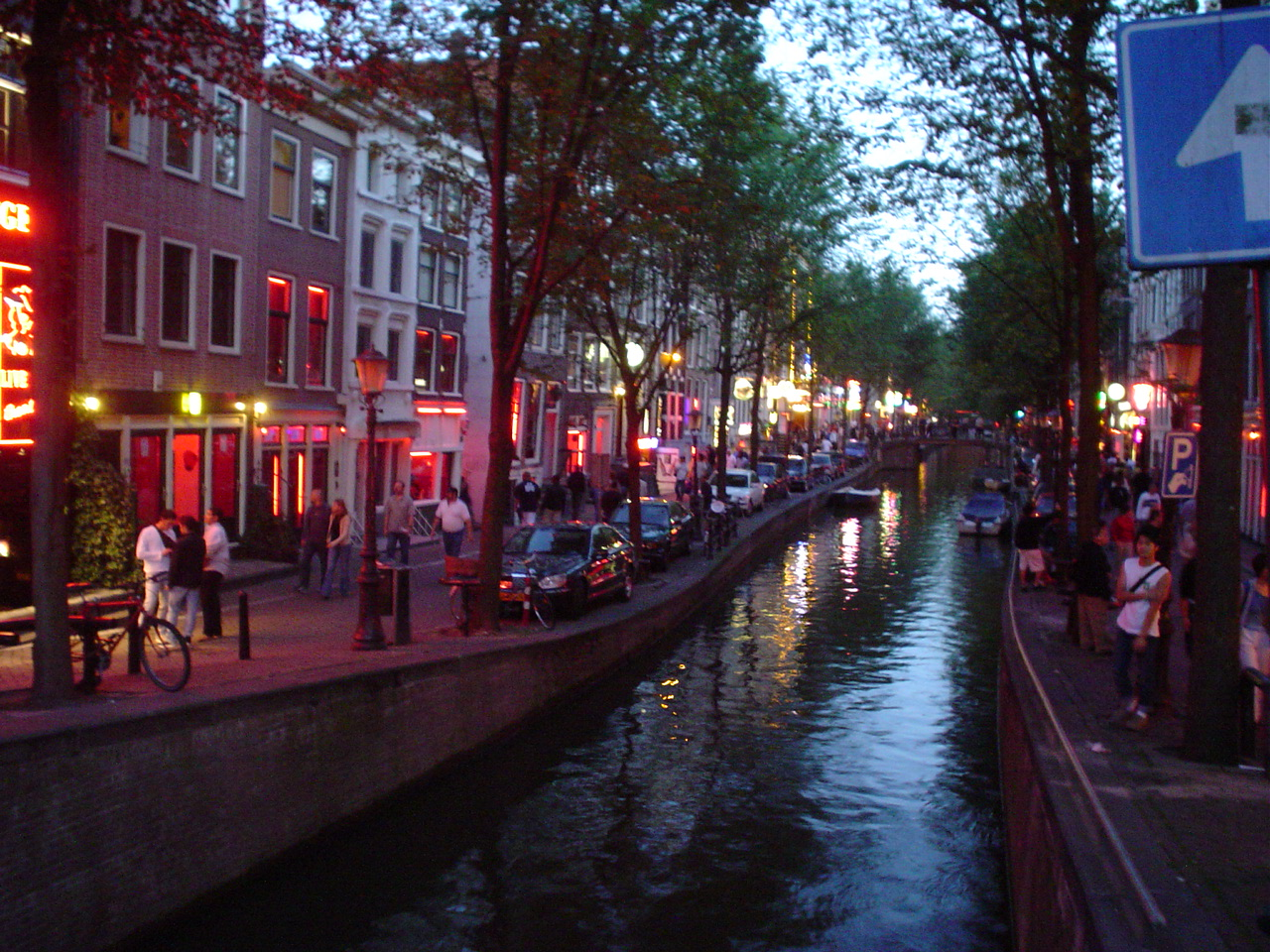
O bairro da Luz Vermelha em Amsterdã, nos Países Baixos.

Uma zona de meretrício ou zona de prostituição é uma região, quarteirão, rua ou bairro de uma cidade conhecido por abrigar a prática da prostituição. Zonas de meretrício costumam concentrar bordéis, prostíbulos, cabarés, bares, boates e casas noturnas e outros estabelecimentos semelhantes. Algumas chegam a ser famosas, como o Bois de Boulogne em Paris, o Hunt's Point em Nova York, a De Wallen em Amsterdã, o Cais do Sodré em Lisboa, a Reeperbahn em Hamburgo, Alemanha, a fragmentada Vila Mimosa da região central (incluindo por exemplo muito da Praça Mauá, de São Cristóvão e da Cidade Nova) do Rio de Janeiro, Rua Guaicurus em Belo Horizonte, a Rua Augusta em São Paulo e o Jardim Itatinga em Campinas.
Em muitas cidades litorâneas, tal como o Rio de Janeiro, a zona de meretrício é concentrada perto da zona portuária, já que marinheiros e tripulantes de navios costumam ser clientes assíduos deste tipo de estabelecimento (por passarem longos períodos no mar sem mulheres). Já em cidades interioranas, as zonas de meretrício são localizadas muitas vezes longe dos templos religiosos (igrejas, mesquitas, sinagogas etc.). Outros fatores que podem atrair prostituição são a presença de militares e estudantes universitários.

## Origems do termo
Os distritos da luz vermelha são mencionados na ata de 1882 de uma reunião da União de Temperança Cristã da Mulher nos Estados Unidos. O Oxford English Dictionary registra a primeira aparição conhecida do termo "distrito da luz vermelha" impresso como um artigo de 1894 do Sandusky Register, um jornal em Sandusky, Ohio.